# فرمانده کل نیروهای هوافضای روسیه
فرمانده کل نیروهای هوافضای روسیه (انگلیسی: Commander-in-Chief of the Aerospace Forces) فرمانده ارشد نیروهای هوافضای روسیه است، که فرماندهی و کنترل تمامی یگان‌های هوایی، موشکی، پدافندی و فضایی روسیه را برعهده دارد. این سمت در سال ۲۰۱۵ ایجاد شد، زمانی که نیروی هوایی روسیه، نیروهای پدافند هوایی و موشکی روسیه و نیروهای فضایی روسیه تحت یک فرماندهی واحد قرار گرفتند. 
فرمانده کل نیروهای هوافضای روسیه توسط رئیس‌جمهور روسیه منصوب می‌شود، عضوی از ستاد کل نیروهای مسلح فدراسیون روسیه است و به رئیس ستاد کل روسیه گزارش می‌دهد. فرمانده فعلی ژنرال ویکتور افضلوف است.